# Urara Takano
Urara Takano (jap. 高乃 麗 Takano Urara; właściwie Hisako Takayama (jap. 高山 ひさ子 Hisako Takayama), ur. 16 sierpnia 1961 w Tōgane) – japońska seiyū, aktorka dubbingowa i narratorka, dawniej związana z Ken Production.

## Wybrane role
- Axis Powers Hetalia – Belarus
- Beyblade – Kai Hiwatari
- Bramy piekieł – Alma
- HeartCatch Pretty Cure! – Sasorina
- Hunter × Hunter –
  - Illumi Zoldyck,
  - Ging Freecss (jako dziecko)
- Kapitan Jastrząb – Ryo Ishizaki
- Księga Dżungli – Mowgli
- Oh! My Goddess – Marller
- Paradise Kiss – Risa
- Pokémon – Raichu Matisa
- Simoun – Wauf
- Tajemniczy ogród – Jim
- Turn A Gundam – Cancer Kafuka
- Yu-Gi-Oh! Duel Monsters – Insector Haga